# Paracladopelma graminicolor
Paracladopelma graminicolor är en tvåvingeart som först beskrevs av Jean-Jacques Kieffer 1925.  Paracladopelma graminicolor ingår i släktet Paracladopelma och familjen fjädermyggor. Inga underarter finns listade i Catalogue of Life.